# جیگ‌ساو (شخصیت)

هویت واقعی جیگ‌ساو یعنی جان کرامر

جان کرامر (به انگلیسی: John Kramer) که بیشتر با نام جیگ‌ساو (به انگلیسی: The Jigsaw Killer) (به معنای قاتل اره‌مویی) معروف است، یک شخصیت تخیلی در سری فیلم‌های اره به نام جان کرامر است. وی یک بیمار سرطانی تقریباً نزدیک به مرگ معرفی می‌شود. او معتقد است انسان‌ها از غریزه باقی ماندنشان استفاده نمی‌کنند و از این روی اقدام به ربودن افراد مختلف می‌کند و آنان را در شرایطی قرار می‌دهد که برای زنده ماندن دست به هر کاری بزنند.
جیگ‌ساو با بازی توبین بل در تمام قسمتهای مجموعه اره انجام شد.
او در این سری فیلم با گذاشتن تله‌های مرگ‌بار افراد را می‌آزماید. او از این کار به عنوان «بازی» یاد می‌کند و هر بازی مرگ، دارای قوانینی است که توسط نوار صوتی به آنها گفته می‌شود. او همچنین در برخی از بازی های خود از عروسک بچگی‌اش و سه چرخه دوران کودکی‌اش استفاده می‌کرد.
پس از مرگ جیگ‌ساو، برخی از افراد مانند مارک هافمن، آماندا یانگ و لارنس گوردون که قبلاً در بازی او حضور داشتند و جزئی از نجات یافتگان این بازی بودند کمک کردند تا این بازی مرگ‌بار ادامه پیدا کند.

## بیوگرافی شخصیت‌ داستان
جان کرامر یک مهندس عمران و معمار موفق بود. او همراه با دوست و وکیلش، آرت بلنک، گروه بازسازی شهری را تأسیس کرد، بنیادی که به توسعه املاک برای افراد کم درآمد با شعار «چهار دیواری خانه می‌سازد» اختصاص دارد. این شرکت املاک و مستغلات متروکه را خرید و آنها را به مسکن ارزان قیمت بازسازی کرد. اولین ساختمانی که توسط گروه خریداری و تعمیر شد، کارخانه بسته بندی گوشت گیدئون در ۱۱۲۳۵ بلیک درایو بود.
جان در یک نقطه از زندگی خود با زنی به نام جیل تاک ازدواج کرد و از کار او در کلینیک هوموارد باند حمایت کرد، یک کلینیک بهبودی آمبولانس برای معتادان تحت شعار «زندگیت را گرامی بدار». در طی یک مهمانی در کلینیک که توسط یک شرکت بیمه به نام آمبرلا هلث برگزار شد، او با ویلیام ایستون، مدیر آمبرلا آشنا شد. همانطور که آنها در مورد کار خود صحبت می کردند، ویلیام یک فرمول ریاضی را به او ارائه داد تا تصمیم بگیرد که چه افرادی توسط آمبرلا بیمه شوند. در حالی که ویلیام به وضوح به آن افتخار می کرد، جان این سیاست تجاری را زیر سوال برد زیرا ویلیام را در موقعیتی قرار می داد که در مورد زندگی و مرگ مشتریانش تصمیم بگیرد. به گفته جان، این شیوه تجاری به طور کامل اراده مشتریان برای زندگی را نادیده می گرفت، که او آن را حیاتی ترین عنصر طبیعت انسان می دانست. با این حال، علی رغم اختلافات آنها، خود جان در نهایت مشتری آمبرلا شد.